# ケニー・クラーク＝フランシー・ボラン・ビッグ・バンド
ケニー・クラーク＝フランシー・ボラン・ビッグ・バンド（Kenny Clarke/Francy Boland Big Band）は、アメリカのドラマーであるケニー・クラークとベルギーのピアニストであるフランシー・ボランが共同で率いるジャズ・ビッグバンド。彼らはアメリカ国外で結成された最も注目に値するジャズ・ビッグバンドの1つであり、海外生活者やツアー中のアメリカ人と並んでヨーロッパのトップ・ミュージシャンをフィーチャーしていた。

## 略歴
アメリカのドラマーであるケニー・クラークとベルギーのピアニストであるフランシー・ボランが、1960年にパリでバンドを始めた。セクステットがオクテットとなり、ヨーロッパのミュージシャンとアメリカのジャズ海外生活者を組み合わせたビッグバンドへと拡大した。デビュー・アルバム『ジャズ・イズ・ユニヴァーサル』は1962年にリリースされた。
バンドは、スタン・ゲッツ、ズート・シムズ、デレク・ワトキンス、フィル・ウッズとコラボレーションを行った。

## 参加メンバー
- ベニー・ベイリー (Benny Bailey) - トランペット
- ケニー・クレア (Kenny Clare) - ドラム
- トニー・コー (Tony Coe) - テナーサックス、クラリネット
- エディ・ロックジョウ・デイヴィス (Eddie "Lockjaw" Davis) - テナーサックス
- ジミー・デューカー (Jimmy Deuchar) - トランペット
- ムヴァファク・ファレイ (Muvaffak "Maffy" Falay) - トランペット
- アート・ファーマー (Art Farmer) - トランペット
- ハーブ・ゲラー (Herb Geller) - アルトサックス、フルート、オーボエ
- ダスコ・ゴイコヴィッチ (Dusko Goykovich) - トランペット
- ジョニー・グリフィン (Johnny Griffin) - テナーサックス
- デレク・ハンブル (Derek Humble) - アルトサックス
- シェイク・キーン (Shake Keane) - トランペット
- アルベルト・マンゲルスドルフ (Albert Mangelsdorff) - トロンボーン
- ロン・マシューソン (Ron Mathewson) - ベース
- エリック・ヴァン・ライアー（Erik van Lier） - バストロンボーン
- ナット・ペック (Nat Peck) - トロンボーン
- オキ・ペルソン (Ake Persson) - トロンボーン
- アック・バン・ルーイエン (Ack van Rooyen) - トランペット
- ファッツ・サディ (Fats Sadi) - ビブラフォン、ボンゴ、パーカッション
- マンフレート・ショーフ (Manfred Schoof) - トランペット
- ロニー・スコット (Ronnie Scott) - テナーサックス
- サヒブ・シハブ (Sahib Shihab) - バリトンサックス、フルート
- イドリース・スリーマン (Idrees Sulieman) - トランペット
- スタン・サルツマン (Stan Sulzmann) - テナーサックス、フルート
- ジョン・サーマン (John Surman) - バリトンサックス
- ジミー・ウッド (Jimmy Woode) - ベース

## ディスコグラフィ

### アルバム
- 『ジャズ・イズ・ユニヴァーサル』 - Jazz Is Universal (1962年、Atlantic)
- 『クラーク＝ボラン・ビッグ・バンド』 - Handle with Care (1963年、Atlantic)
- Now Hear Our Meanin' (1965年、Columbia)
- Swing, Waltz, Swing (1966年、Philips)
- Out of the Folk Bag (1967年、Columbia)
- 『サックス・ノー・エンド』 - Sax No End (1967年、SABA)
- 17 Men and Their Music (1967年、Campi)
- Jazz Convention Volume 1 (1968年、KPM Music)
- Jazz Convention Volume II (1968年、KPM Music)
- Jazz Convention Volume III (1968年、KPM Music)
- Live at Ronnie’s Album 1: Volcano (1969年、Rearward/Schema)
- 『アット・ロニー・スコッツ・クラブ』 - Live at Ronnie’s Album 2: Rue Chaptal (1969年、Rearward/Schema)
- 『オール・ブルース』 - All Blues (1969年、MPS)
- 『オール・スマイルズ』 - All Smiles (1969年、MPS)
- 『モア・スマイルズ』 - More Smiles (1969年、MPS)
- 『ラテン・カレイドスコープ』 - Latin Kaleidoscope (1969年、MPS)
- More (1969年、Campi)
- 『フェイセス』 - Faces (1969年、MPS) ※『17 Men and Their Music』再発盤
- 『フェリーニ712』 - Fellini 712 (1969年、MPS)
- 『オフ・リミッツ』 - Off Limits (1971年、Polydor)
- Change of Scenes (1971年、Verve) ※with スタン・ゲッツ
- The Second Greatest Jazz Big Band in the World (1971年、Black Lion)
- 『ノーヴェンバー・ガール』 - November Girl (1975年、Black Lion) ※with カーメン・マクレエ、1970年録音
- Clarke Boland Big Band en Concert avec Europe 1 (1992年、Tréma) ※1969年録音

### 映像作品
- Live in Prague 1967 (2008年、mpro Jazz) ※DVD